# Донька якудзи
«Донька якудзи» — фільм режисерів Сергія Бодрова-ст. та Ґюльшад Омарової, знятий в 2010 році.

## Синопсис
Юріко — донька боса якудзи Ямади. Усе життя вона знаходиться під наглядом охорони, бо дівчинка — єдиний спосіб тиску на її батька. Коли ситуація стає зовсім спекотною, Ямада відсилає доньку в Рим. Та літак змушений зробити посадку раніше і приземлюється в Росії. Тілоохоронців не виявляється поряд. Дівчинці доводиться самій про себе подбати. І вона робить це з упевненістю — таке вже її виховання. Юріко навіть рятує місцевого хлопця Льоху, який тепер повинен віддати їй борг честі і допомогти повернутися на батьківщину.

## У ролях
| Актор            | Роль |
| ---------------- | ---- |
| Чіка Аракава     | -    |
| Вадим Дорофєєв   | -    |
| Сергій Гармаш    | -    |
| Ірина Розанова   | -    |
| Сергій Газаров   | -    |
| Віктор Сухоруков | -    |
| Віталій Хаєв     | -    |
| Ганна Михалкова  | -    |
| Так Сакагучі     | -    |
| Наомаса Мусака   | -    |

## Знімальна група
- Режисери — Сергій Бодров, Ґюльшад Омарова
- Сценаристи — Сергій Бодров, Ганна Слуцькі, Євген Фролов
- Продюсер — Сергій Сельянов, Сергій Бодров
- Композитор — Туомас Кантелінен